# Kickxia scariosepala
Kickxia scariosepala är en grobladsväxtart som beskrevs av Täckh. och Loutfy Boulos. Kickxia scariosepala ingår i släktet spjutsporrar, och familjen grobladsväxter. Inga underarter finns listade i Catalogue of Life.